# Aglais lucia
Aglais lucia är en fjärilsart som beskrevs av Derenne 1926. Aglais lucia ingår i släktet Aglais och familjen praktfjärilar. Inga underarter finns listade i Catalogue of Life.